# Atherton (Californie)
Pour les articles homonymes, voir Atherton.
Atherton est une municipalité située dans le comté de San Mateo, en Californie, aux États-Unis. Elle fait partie de la Région de la baie de San Francisco. Selon le Bureau du recensement des États-Unis, sa superficie est de 13,07 km2, dont 0,1 km2 d'eau. Lors du recensement de 2010, sa population était de 6 914 habitants.
Atherton est l'une des villes les plus riches aux États-Unis avec un prix moyen des maisons de 4 010 200 $
Atherton est une ville essentiellement résidentielle.

## Démographies
| 1930  | 1940  | 1950  | 1960  | 1970  | 1980  |
| ----- | ----- | ----- | ----- | ----- | ----- |
| 1 324 | 1 908 | 3 630 | 7 717 | 8 085 | 7 797 |

| 1990  | 2000  | 2010  | - | - | - |
| ----- | ----- | ----- | - | - | - |
| 7 163 | 7 194 | 6 914 | - | - | - |